# بنجرة
البُنْجَرة (جمع: بناجر، أو بناقر) أساور صلبة عادةً تُصنع من المعدن أو الخشب أو الزجاج أو اللدائن. ترتدي هذه الزينة النساء في الغالب في شبه القارة الهندية وجنوب شرق آسية وشبه الجزيرة العربية وإفريقيا. من الشائع رؤية العروس ترتدي البُنجرة الزجاجية في حفلات الزفاف في الهند وبنغلاديش وباكستان ونيبال وسرلنكة ودول آسيوية أُخَر. يمكن أن يرتدينه الفتيات الصغيرات، ويفضل الأطفال الصغار استخدام البناجر المصنوعة من الذهب أو الفضة.[بحاجة لمصدر] يرتدي بعض الرجال والنساء بنجرًا واحدًا على الذراع أو المعصم.

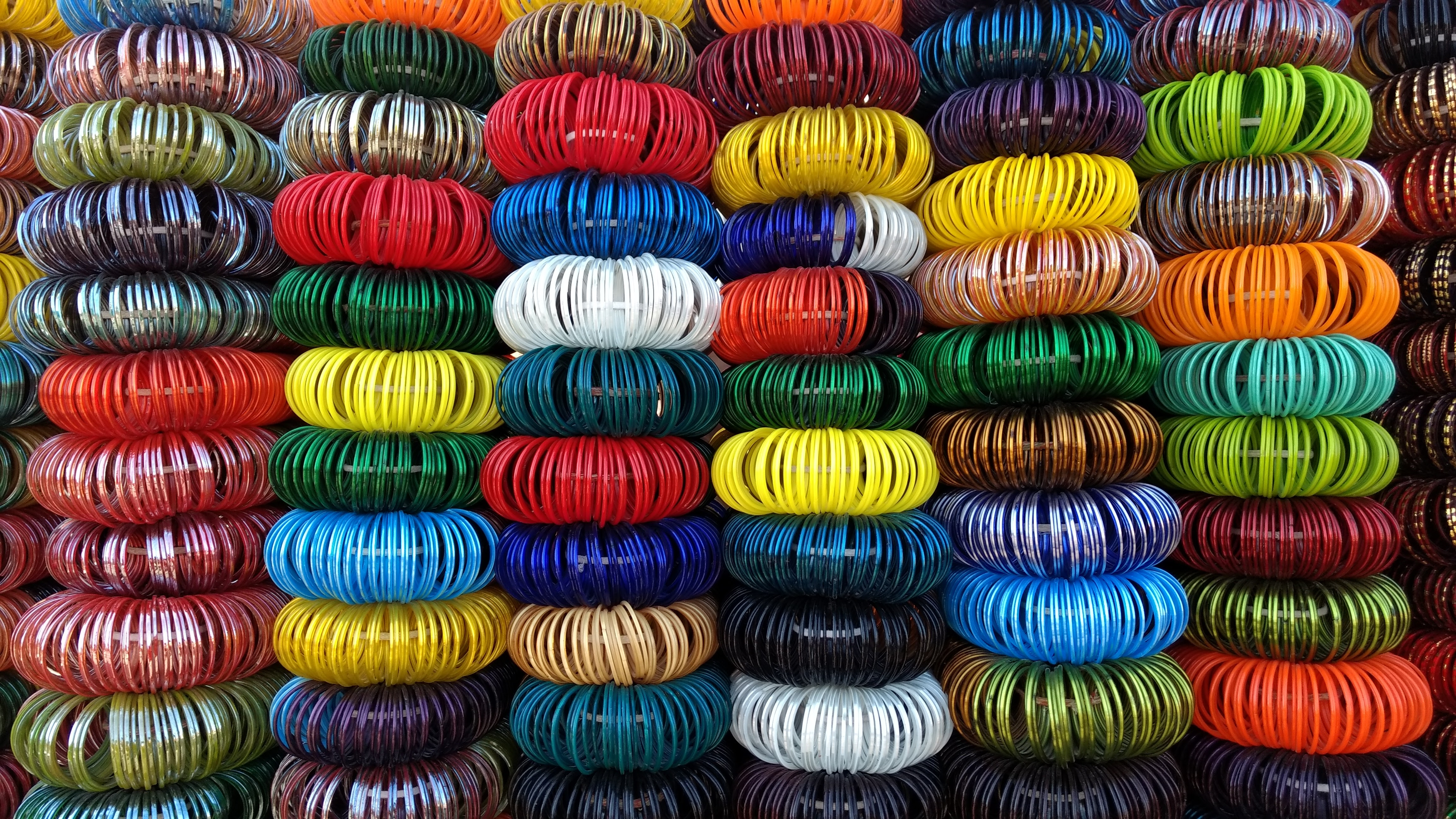
بناجر مصنوعة من الزجاج مكدسة للبيع في جودبور في الهند

## الصور

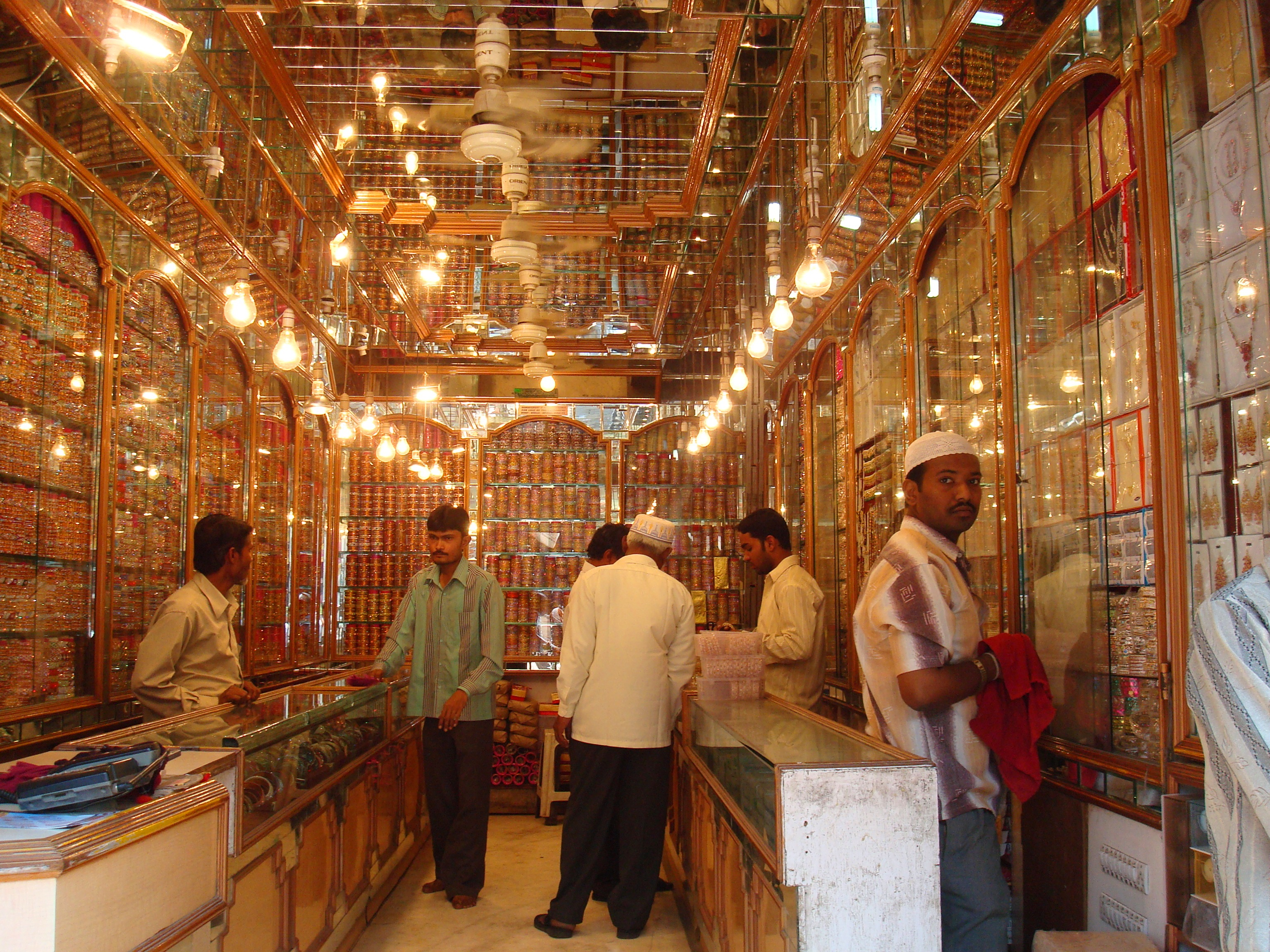
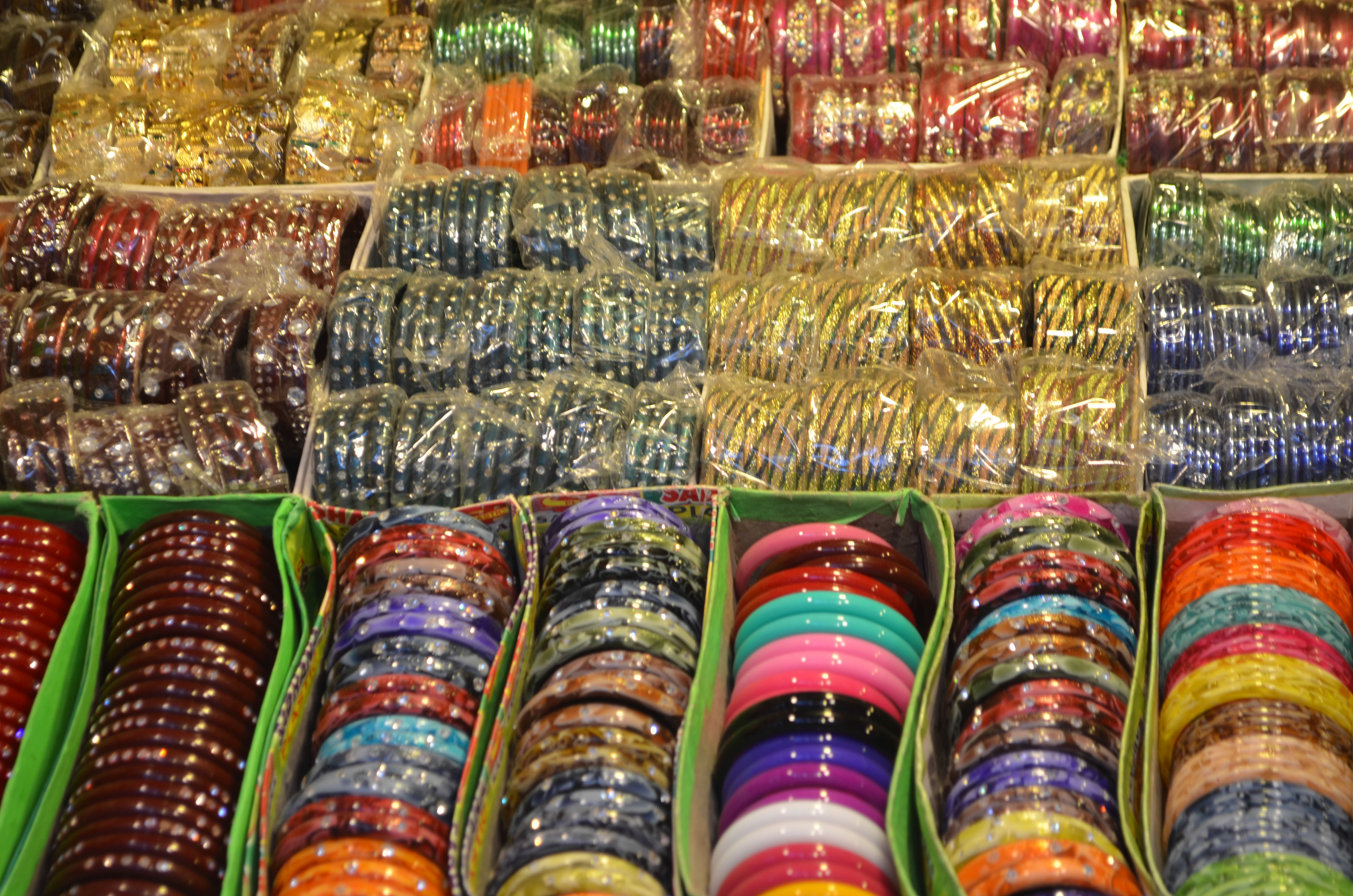
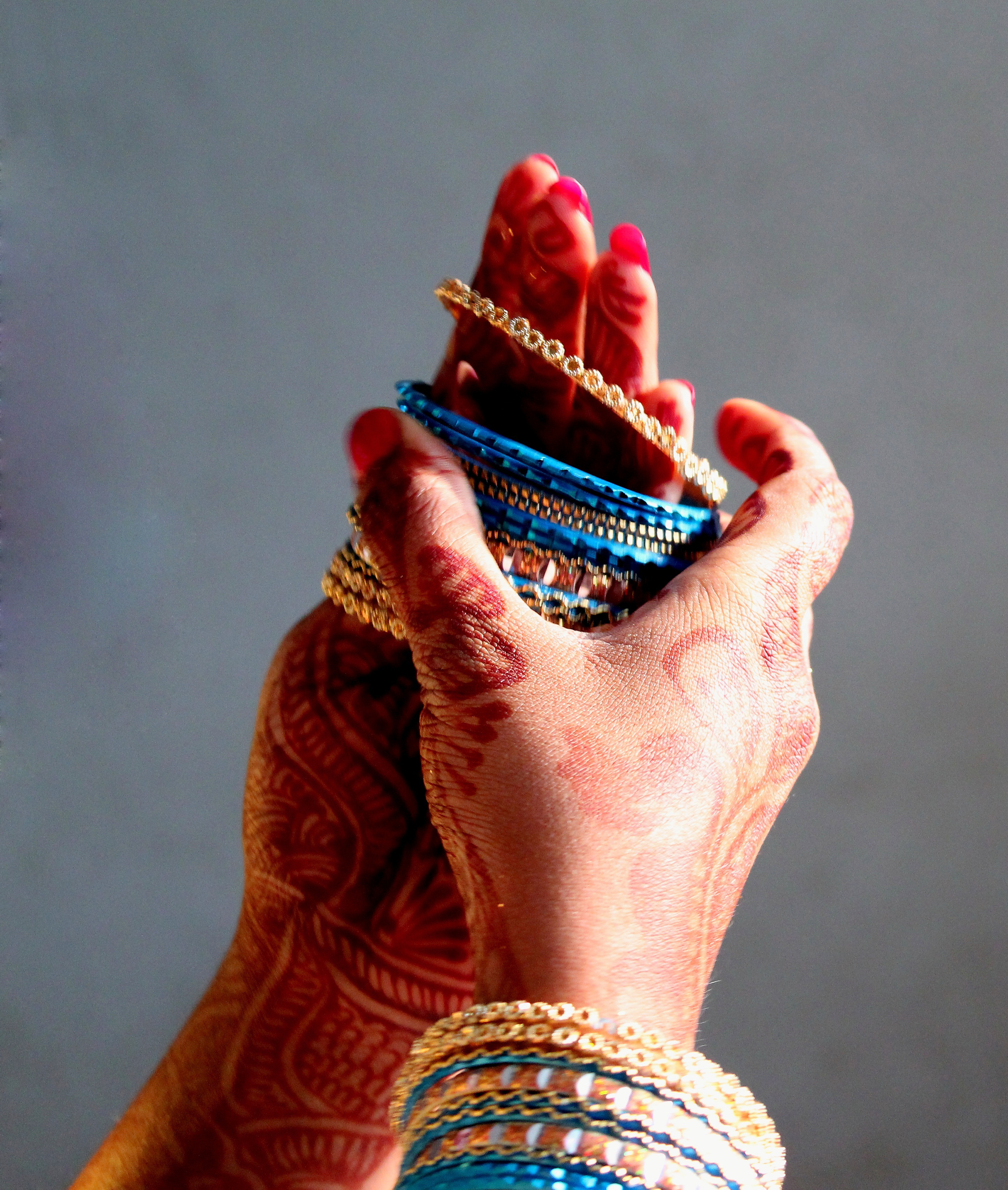
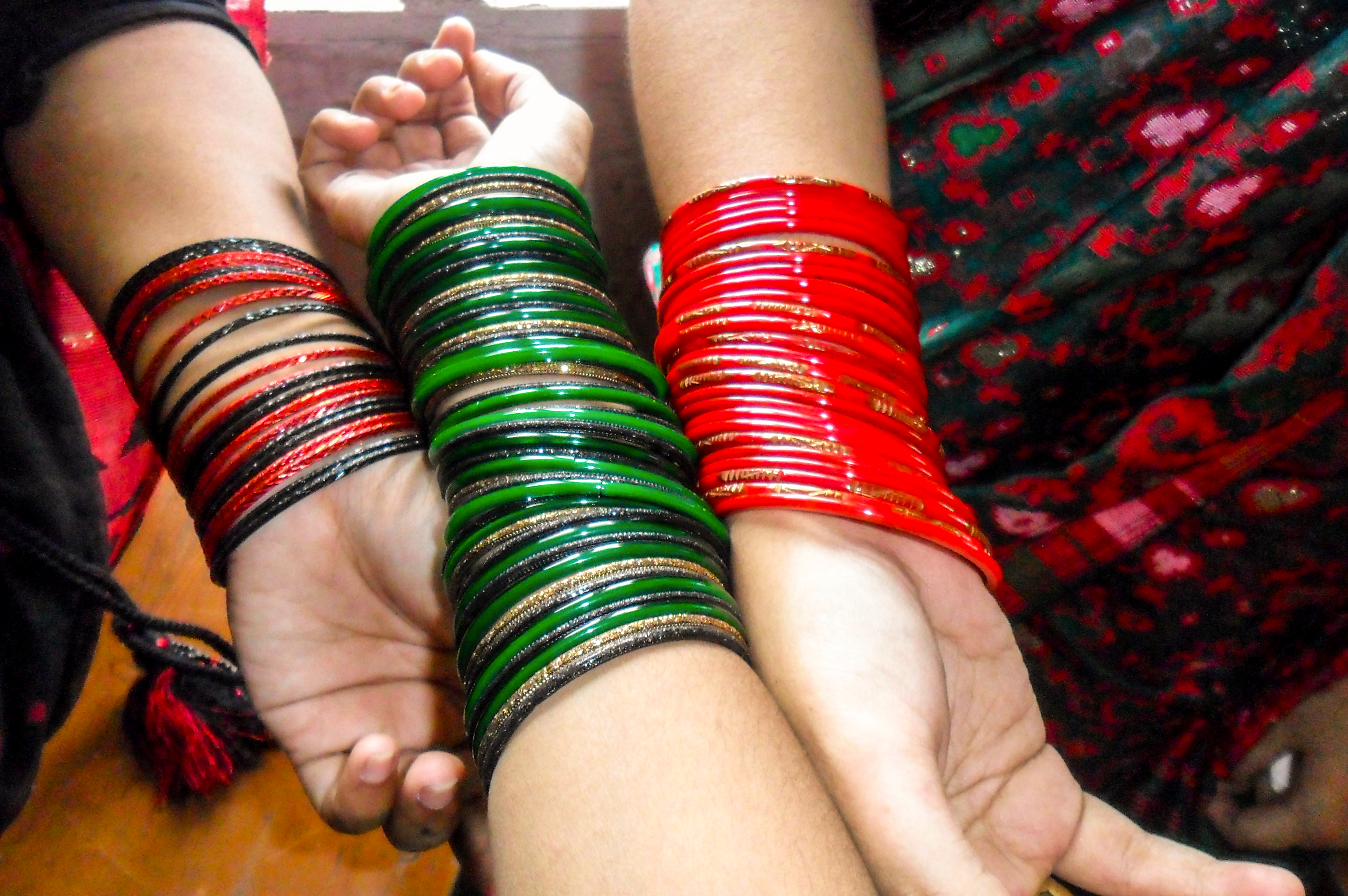
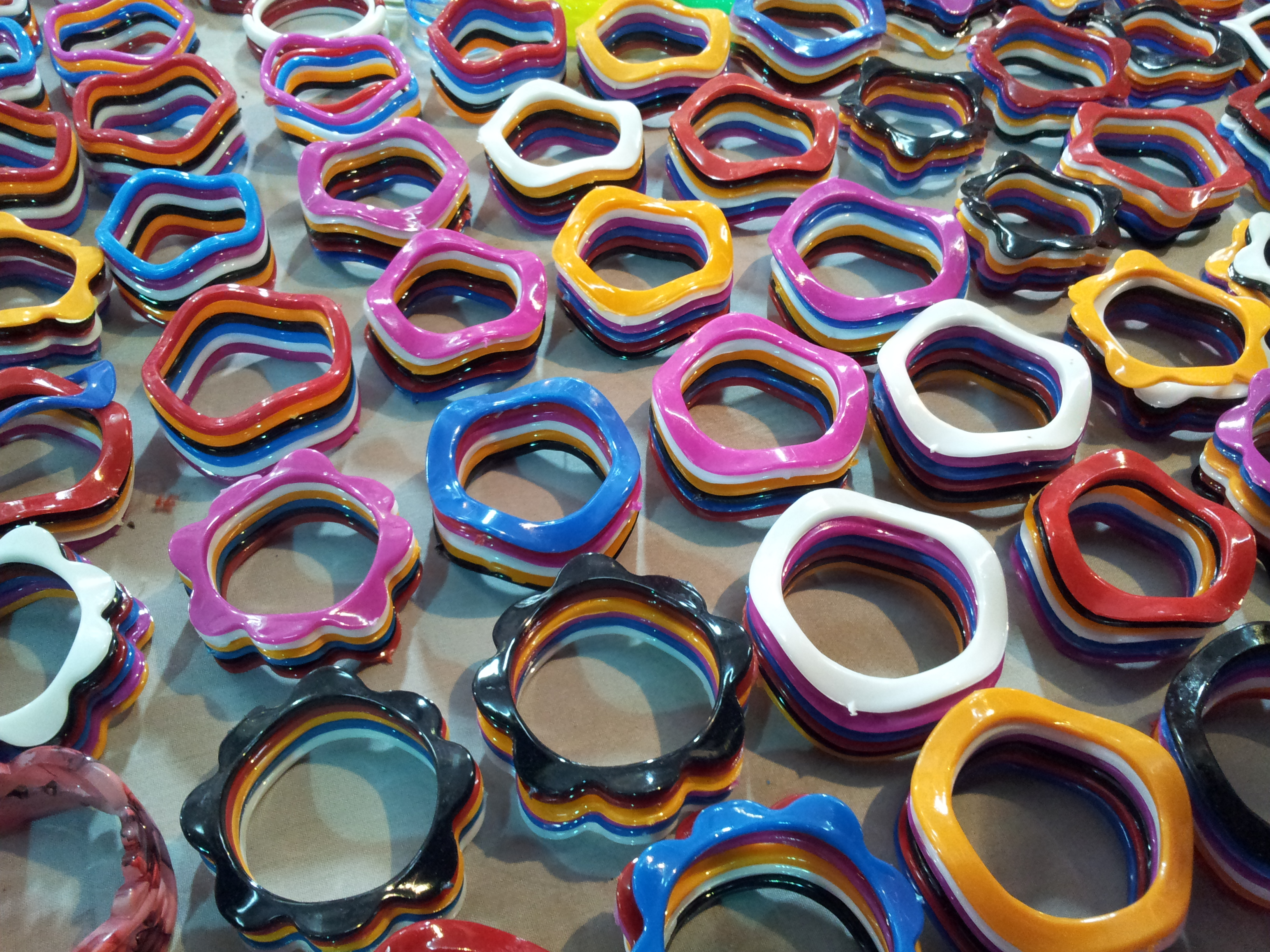
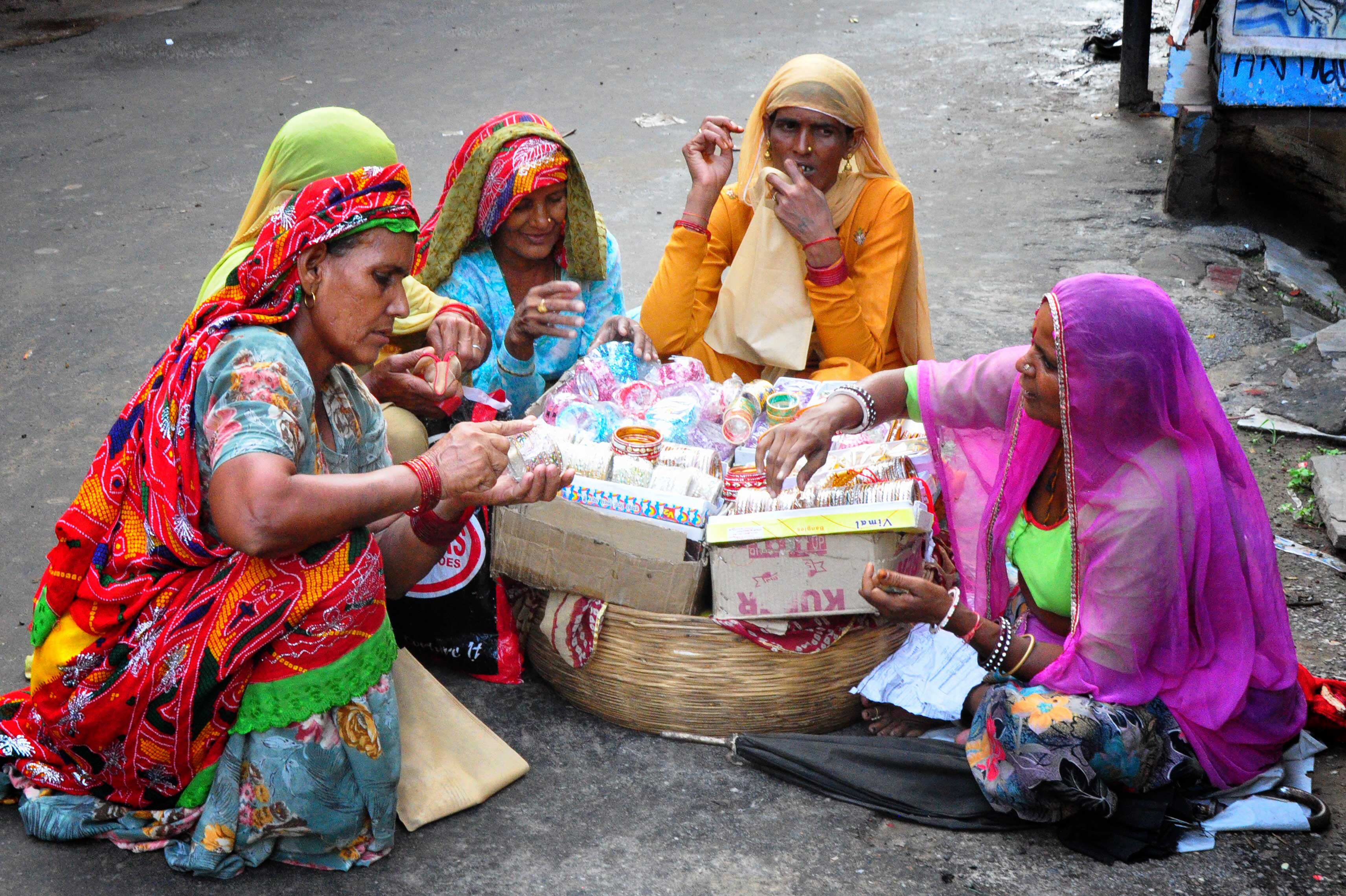
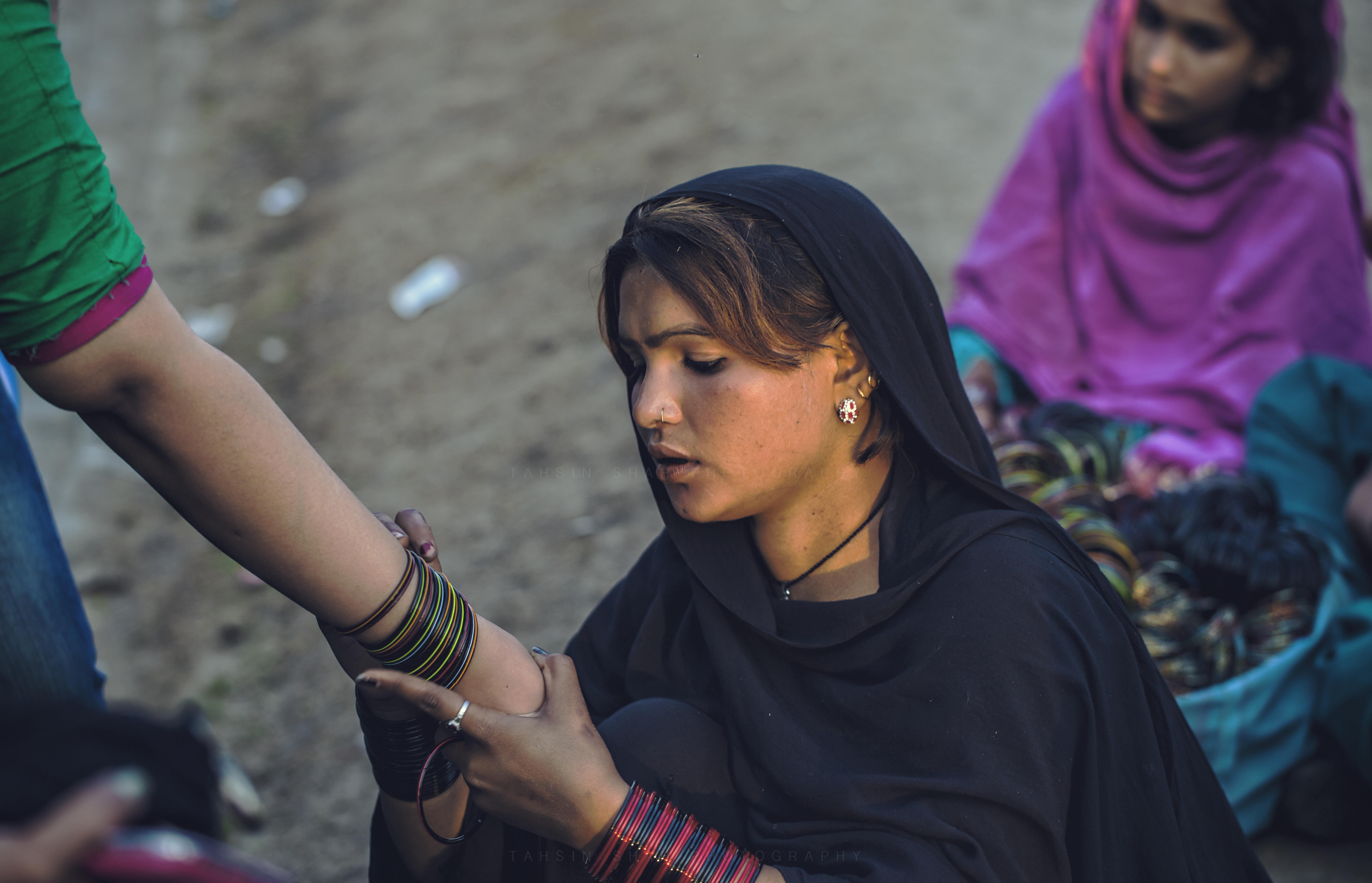
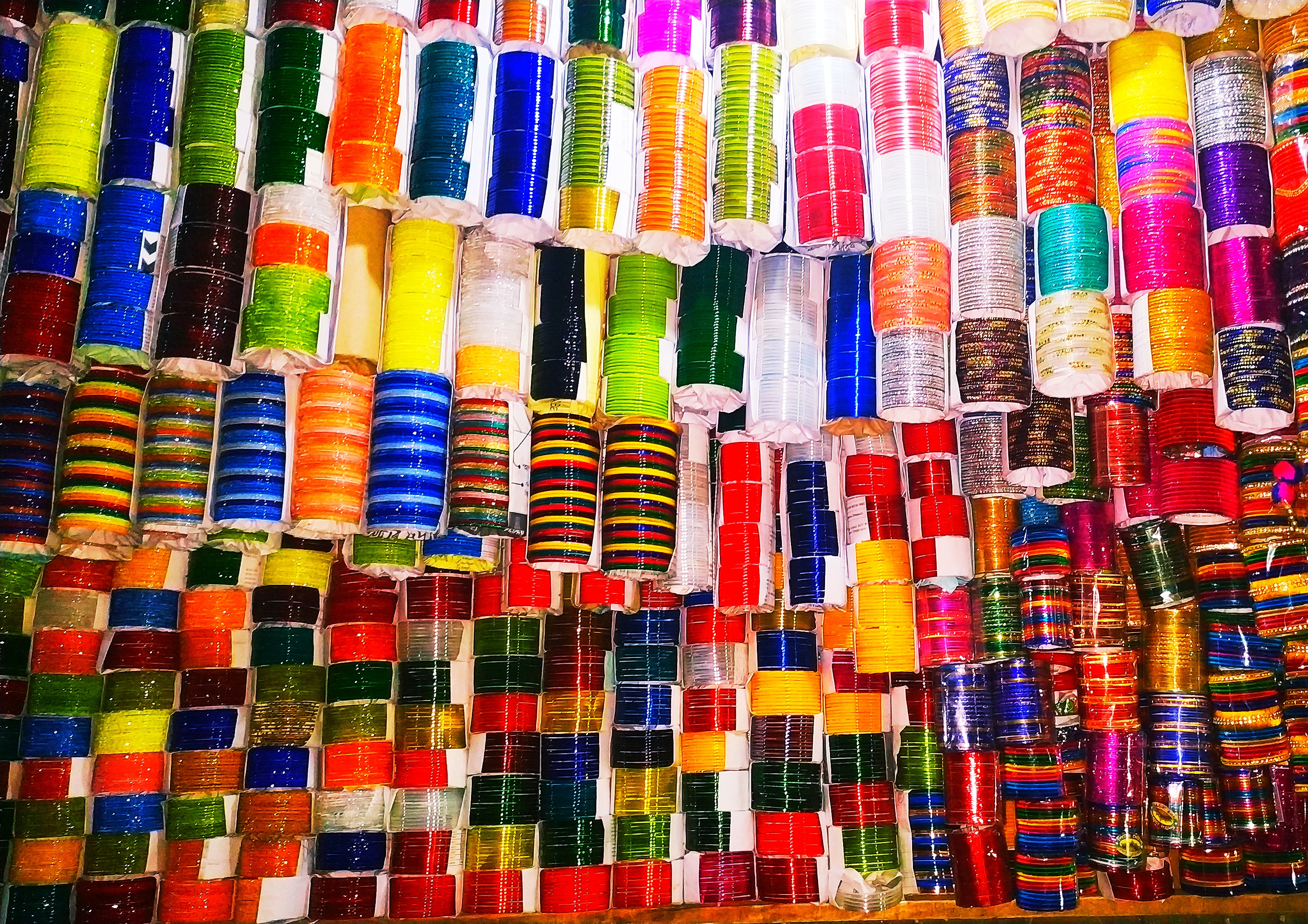
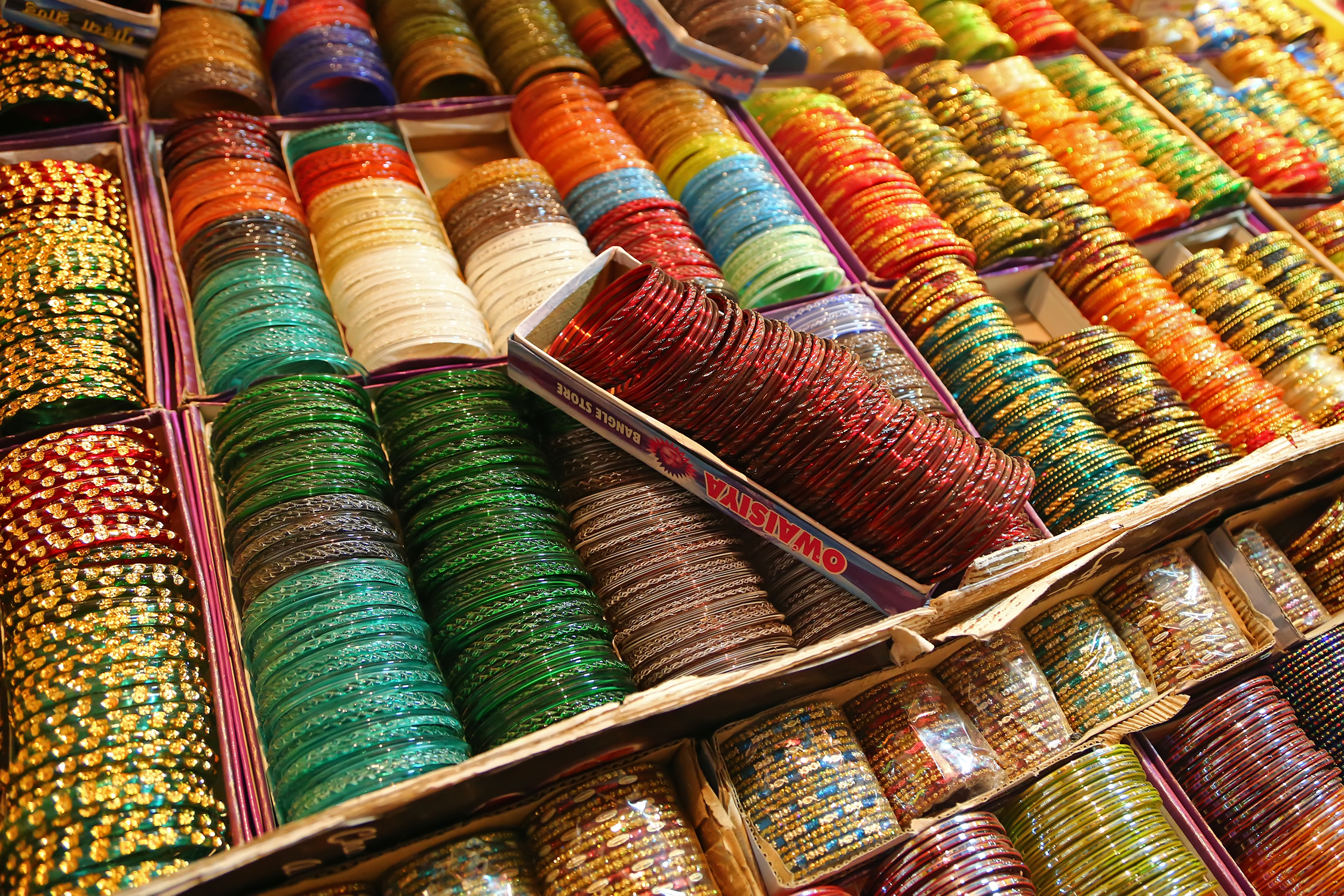